# Roy Etzel

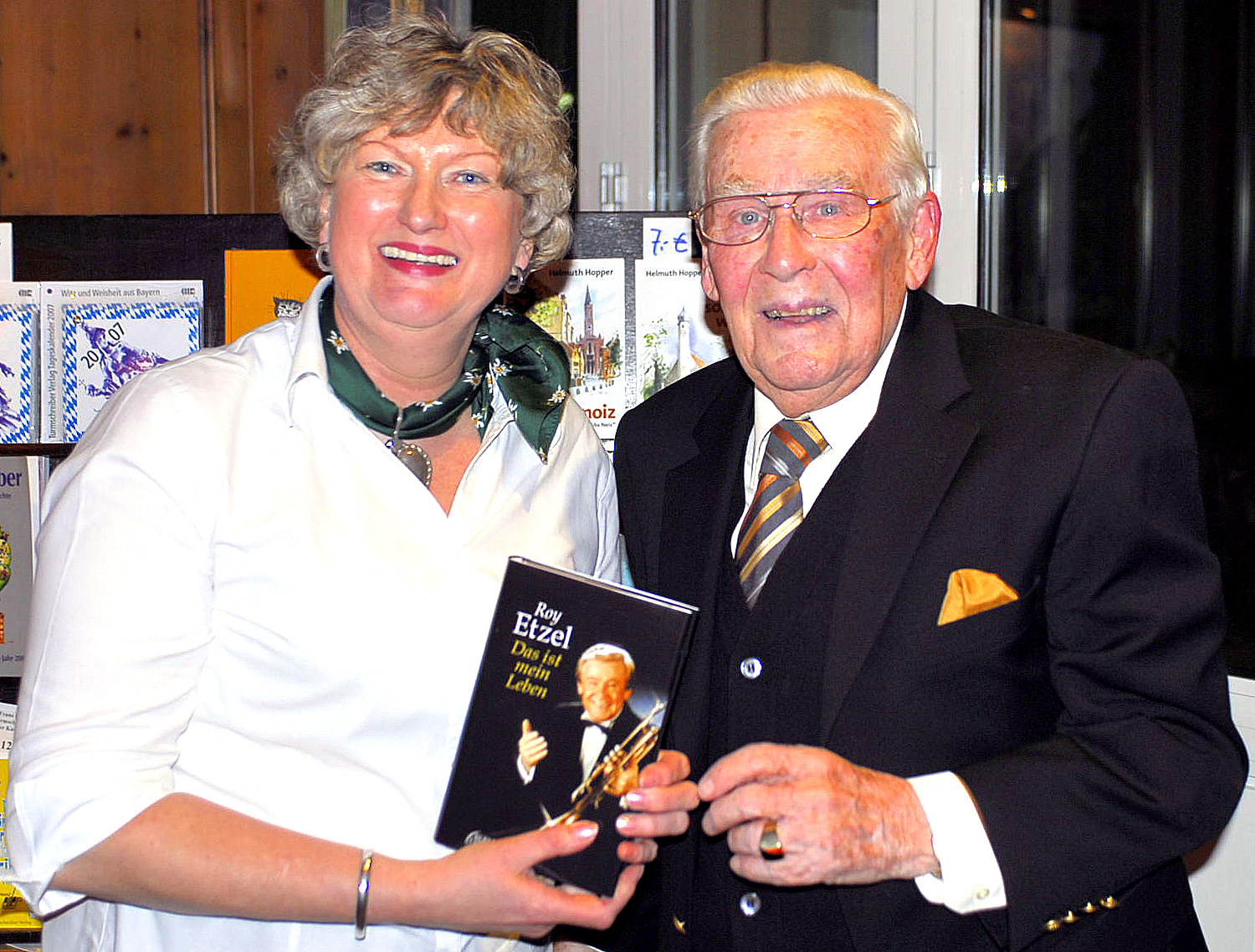
Roy Etzel, bei seiner Buchvorstellung, 2007

Roy Etzel (eigentlich Hans Joachim Etzel; * 6. März 1925 in Breslau; † 14. Mai 2015 in München) war ein deutscher Trompeter, Komponist, Texter und Bandleader.

## Leben
Seine musikalische Ausbildung erhielt Etzel an der Heeresmusikschule in Frankfurt am Main. Er spielte als Trompeter nach dem Zweiten Weltkrieg in verschiedenen Bigbands, so von 1947 bis 1952 bei Kurt Edelhagen, von 1957 bis 1962 bei Max Greger und von 1962 bis 1966 bei Hugo Strasser. Dann machte er sich selbstständig. Seine eigene Band war das Soundorchester Roy Etzel. Er hatte in der Filmkomödie Komm mit zur blauen Adria (1966) einen Auftritt als Trompeter und spielte das Lied Golden Midnight Sun und trat häufig im Fernsehen auf, so Silvester 1963 in der Kabarettsendung Schimpf vor 12 der Münchner Lach- und Schießgesellschaft.
2004 erschien seine Autobiografie mit dem Titel Das ist mein Leben. Etzel starb am 14. Mai 2015, etwas mehr als zwei Monate nach seinem 90. Geburtstag, im Münchener Stadtteil Neuaubing.

## Diskografie
- Jenny (1961)
- Il silencio (1964) (ABA, ABA 3176)
- The Silence (Il silenzio) (1965) (MGM Records, E-4330)
- Mr. Trumpet (1965) (Philips, P 48 123 L)
- Mr. Trumpet International (1966) (Philips, 843 765 PY)
- Mit 17 hat man noch Träume (1965)
- Porto Rico (1965)
- Mexican Trumpet (1966) (Philips, 843 934 PY)
- Roy Etzel (1966) (Belter, 22.013)
- Addio Maria, auf Wiedersehn (1966)
- Festival de la muerte (1966)
- Golden Midnight Sun (1966)
- Goldfinger (1966)
- Lara’s Theme (1966)
- Melancholie (1966)
- Mister Trumpet (1966)
- Notte d'amore (1966)
- Sunrise (1966)
- Thunderball (1966)
- Twilight (1966)
- Bailando con Roy Etzel (1967) (Belter, 22.175)
- Roy Etzel (1967) (Belter, 44.007)
- Spanish Brass (1967) (MGM Records, E4349)
- Hello, Mr. Trumpet (1968) (Decca Records, SLK 16578-P)
- What's New - Mr. Trumpet (1969) (Decca Records, SLK 16 565-P)
- Tanz Beim Schützenball (1969) (Metronome Records, 0679 674 / HLP 10 233)
- Grandes éxitos de peliculas (1971) (Belter, 22.540)
- Goldene film melodien (1971) (Decca Records, SLK 16 611-P)
- Speak Softly Love (1972)
- Goldene trompeten (1973) (BASF, 62 832)
- Goodbye My Love, Goodbye (1973)
- Golden Trumpet (1973) (Zebra, 0091.824)
- 48 World Hits for Dancing (1973) (Decca Records, DS3218/1-2)
- Ibolele (1974)
- San Francisco Symphonie (1974)
- Festliche Weihnacht (1974) (Metronome Records, 201.016)
- Cabecera de éxitos (1975) (Belter, 23.094)
- Soleado (1975)
- Dolannes melodie (1976) (Jupiter Records, 64 884)
- 16 Super Trumpet Hits (1976) (Music World, MALPS-419)
- Los mejores Ttemas del cine (1976) (Olympo, L - 448)
- Let Your Love Flow (1976)
- Melancolia (1977) (Olympo, L-425)
- Goodbye Tomorrow (1978)
- The Magic is You (1978)
- Leise Rieselt der Schnee (1981) (Intercord, 27923-2)
- Il silenzio (1981) (Intercord, INT 460.164)
- In mir klingt ein lied (1982) (Intercord, 91 535 5)
- Serenade (1984) (Intercord, 40 244 6)
- Trumpet Romance (1984) (Intercord, 40 684 3)
- Jubiläum in Gold (1985) (VM Records, LP VM 16070)
- Comic Cuts-Vol. 5 (1986) (Sonoton, SON 258)
- Comic Cuts-Vol. 6 (1986) (Sonoton, SON 259)
- Melodias (1988) (Timple Discos & Cintas, 506033)
- Die goldenen trompeten (1989) (Dino Music, 1791)
- Bodas de oro (1989) (Perfil, CD 5767)
- Los éxitos de... Roy Etzel (1985, MC)

## Filmografie
- 1965: Ich kauf mir lieber einen Tirolerhut
- 1966: Komm mit zur blauen Adria